# Kojima Productions
Kojima Productions Co., Ltd.  (株式会社コジマプロダクション?, Kabushiki gaisha Kojima Purodakushon) è una software house di videogiochi giapponese, guidata dall'autore di videogiochi Hideo Kojima.

## Storia

### Fondazione e seconda metà degli anni 2000
Lo studio è stato creato il 1º aprile 2005, dopo che Konami ha fuso diverse delle sue filiali, incluso il team di Kojima che faceva parte di Konami Computer Entertainment Japan. Il logo dello studio venne preso dall'unità militare FOX presente in Metal Gear Solid 3: Snake Eater, uscito nel 2004.
Il primo gioco che venne sviluppato da Kojima Productions fu Metal Gear Solid: Portable Ops, seguito di Snake Eater, nel 2006 per la console Sony PlayStation Portable uscita nel 2004. Nonostante alcune critiche, al sistema di controlli della PSP piuttosto che al gioco stesso, il titolo ricevette una buona accoglienza e venne apprezzato. In realtà Portable Ops è stato un capitolo importante in quanto avrebbe portato alla creazione delle meccaniche prima di Metal Gear Solid: Peace Walker e poi di Metal Gear Solid V: The Phantom Pain.
Nonostante questo capitolo per PlayStation Portable, il vero futuro capitolo della saga fu annunciato già nel 2005, e sarebbe stato un seguito diretto di Metal Gear Solid 2: Sons of Liberty, e cioè Metal Gear Solid 4: Guns of the Patriots. Il gioco sarebbe uscito in esclusiva per l'allora nuova console di settima generazione Sony PlayStation 3. In fatto di gameplay, questo quarto capitolo sarebbe stato il primo a fare un passo indietro per tornare ad uno schema più classico senza però rinunciare del tutto alle innovazioni di Snake Eater.
Metal Gear Solid 4: Guns of the Patriots uscì nel 2008 e venne universalmente acclamato da critica e pubblico, vendendo quasi 6 milioni di copie e confermandosi come da "tradizione" una killer application per PlayStation 3. Lo studio, che aveva circa 100 impiegati nel 2005, era cresciuto a più di 200 in seguito allo sviluppo di Metal Gear Solid 4: Guns of the Patriots.

### Prima metà degli anni 2010 e The Phantom Pain

Il logo usato nel periodo sotto Konami. L'emblema è basato su quello dell'unità FOX, introdotta in Metal Gear Solid 3: Snake Eater.

All'inizio degli anni 2010, Kojima Productions, decise di concepire un altro capitolo di Metal Gear per PlayStation Portable: Metal Gear Solid: Peace Walker. La trama avrebbe continuato la storia di Big Boss, e nonostante si tratti di un gioco per console portatile ha un'importanza essenziale, sia in fatto di trama che di gameplay, per quello che sarebbe stato Metal Gear Solid V: The Phantom Pain. Peace Walker uscì nel 2010 e rispetto all'ultimo capitolo per PSP venne accolto molto meglio, vendendo quasi 500 000 copie durante il suo debutto, in Giappone, ed arrivando a raddoppiare le vendite della console portatile grazie al suo rilascio.
Annunciato agli Spike Video Game Awards del 2012 con il semplice titolo di The Phantom Pain, Metal Gear Solid V: The Phantom Pain, venne dichiarato inizialmente in via di sviluppo dalla Moby Dick Studio per PlayStation 3 e Xbox 360 in uscita nel 2013. Tuttavia si tratto di una bufala inventata dallo stesso Hideo Kojima che annunciò alla Game Developers Conference 2013, che The Phantom Pain era effettivamente il nuovo capitolo di Metal Gear. Il gioco sarebbe stato diviso in due parti: un prologo, Metal Gear Solid V: Ground Zeroes, ed il gioco vero e proprio Metal Gear Solid V: The Phantom Pain; entrambi per PlayStation 3, PlayStation 4, Xbox 360 ed Xbox One. Nello stesso periodo Kojima Productions aprì la sua prima filiale a Los Angeles.
Riprendendo molte meccaniche da Peace Walker, Kojima dichiarò che The Phantom Pain sarebbe stato un prequel e che avrebbe continuato la trama di Big Boss, che avrebbe utilizzato il Fox Engine, avrebbe avuto una struttura open world che avrebbe permesso l'approccio contro il nemico da diversi punti della mappa, aggiungendo inoltre anche la guida per i veicoli per rendere più veloci gli spostamenti. Il prologo, Ground Zeroes, uscì nel marzo 2014, a prezzo scontato e raccolse pareri generalmente favorevoli dalla critica, anche se tuttavia è stato criticato pesantemente per la scarsa longevità.
A questo punto Kojima Productions avrebbe iniziato a dedicarsi a più progetti contemporaneamente: il 12 agosto 2014, venne pubblicata in esclusiva su PlayStation 4, una demo giocabile, di un gioco chiamato P.T.; poco tempo dopo venne rivelato che tale demo era in realtà "teaser interattivo" di Silent Hills, un nuovo capitolo della saga di Silent Hill. Con un colpo di scena analogo a quello di Metal Gear Solid V: The Phantom Pain, Hideo Kojima infatti, annunciò che questo nuovo capitolo sarebbe stato sviluppato da Kojima Productions, in collaborazione con il regista Guillermo del Toro. P.T. era difatti solo un piccolo anticipo, un assaggio, di quella che sarebbe stata la concezione di survival horror secondo Hideo Kojima e del Toro; la "demo" inoltre raccolse voti molti positivi dagli utenti che l'avevano provata e completata.
Verso la primavera del 2015 iniziarono a farsi sempre più insistenti alcune voci che parlavano di un possibile abbandono di Konami da parte di Hideo Kojima a causa di motivi sconosciuti legati secondo alcuni ad una incrinazione dei rapporti tra Kojima e Konami stessa; tra l'altro Konami sembrava intenzionata a proseguire la saga di Metal Gear senza l'onnipresente guida di Hideo. Dopo un paio di giorni di confusione, viene reso noto che, fortunatamente, Hideo Kojima avrebbe continuato a dirigere Metal Gear, ma che dopo il rilascio di Metal Gear Solid V: The Phantom Pain, Kojima Productions sarebbe stata chiusa a causa di "una ristrutturazione che impone la centralizzazione di tutte le produzioni legate al franchise." Il 27 aprile 2015 viene annunciato da Konami che lo sviluppo su Silent Hills è stato interrotto e non sarebbe stato portato avanti.
L'11 luglio 2015 Akio Ōtsuka, storico doppiatore di Solid Snake e Big Boss nella serie Metal Gear, ha annunciato sul social network Twitter lo scioglimento del team di sviluppo, aggiungendo che "Anche se questa dovesse essere la fine, Metal Gear Solid è immortale". Dopo la scissione del nucleo di componenti principali del team, Konami, chiude anche la diramazione di Los Angeles degli studi di Kojima Productions.

### Seconda metà degli anni 2010: rinascita di Kojima Productions eDeath Stranding
Il 15 dicembre 2015, il quotidiano del Nikkei 225, della Borsa di Tokyo, riporta che Hideo Kojima avrebbe di lì a poco fondato un nuovo team di sviluppo con ex-membri di Kojima Productions, aggiungendo inoltre di come fossero già iniziate le trattative tra Hideo e Sony per un nuovo progetto. Quello stesso giorno scade ufficialmente anche il contratto di lavoro di Kojima a Konami. Appena un giorno dopo, i rumor vengono confermati: Kojima Productions rinasce come studio indipendente, libero dalle catene di Konami, e Hideo conferma ufficialmente la collaborazione con Sony ad un nuovo videogioco, primo di un franchise. Guidato dal motto "From Sapiens to Ludens", Hideo Kojima illustra su Twitter anche il nuovo logo dello studio disegnato da Yoji Shinkawa: rappresentante sia un cavaliere medievale che una tuta spaziale, Kojima spiega questo particolare dualismo interpretandolo come "l'antica volontà di fare videogiochi alla vecchia maniera" unita però allo "sfruttare al meglio le tecnologie di ultima generazione". Mesi dopo Hideo Kojima spiegherà che, il logo, rappresenta il cavaliere spaziale Ludens, ufficiale mascotte dello studio; mostrando delle foto su Twitter di una riproduzione autentica completa anche di corpo corazzato, braccia e gambe.  Il 14 giugno, all'Electronic Entertainment Expo 2016, durante la conferenza Sony, Kojima Productions presenta il teaser trailer del progetto a cui lavorerà per i prossimi anni, ovvero Death Stranding, il quale uscirà per PlayStation 4 e Microsoft Windows.
Durante i primi mesi del 2017 è stato reso noto che molti ex-dipendenti Konami hanno finito per aggiungersi al team di Kojima Productions, tra questi anche l'ex-presidente Konami, Shinji Harano.
In un'intervista con Steffan Powell di BBC Newsbeat, Hideo Kojima ha dichiarato per dopo l'uscita di Death Stranding il futuro lancio della Kojima Productions nella produzione cinematografica.
In occasione degli annuali The Game Awards, l'8 dicembre 2022 è stato annunciato il sequel di Death Stranding con il working title DS2.

## Videogiochi sviluppati

### Sotto Konami (2005-2015)

#### SerieMetal Gear
- Metal Gear Ac!d² (PSP, 2005)
- Metal Gear Solid 3: Subsistence (PS2, 2005)
- Metal Gear Solid: Digital Graphic Novel (PSP, 2006)
- Metal Gear Solid: Portable Ops (PSP, 2006)
  - Metal Gear Solid: Portable Ops Plus (PSP, 2007)
- Metal Gear Solid Mobile (Mobile, 2008)
- Metal Gear Solid 2: Bande Dessinée (DVD, 2008)
- Metal Gear Solid 4: Guns of the Patriots (PS3, 2008)
  - Metal Gear Online (PS3, 2008)
- Metal Gear Solid Touch (iOS, 2009)
- Metal Gear Solid: Peace Walker (PSP, PS3, Xbox 360, 2010/2011)
- Metal Gear Arcade (Arcade, 2010)
- Metal Gear Solid: HD Collection (PS3, Xbox 360, PSVita, 2011/2012)
- Metal Gear Solid: Social Ops (Mobile, 2012)
- Metal Gear Solid: Snake Eater 3D (3DS, 2012)
- Metal Gear Rising: Revengeance (PS3, Xbox 360, PC, 2013) (Sviluppato da PlatinumGames, supervisione di Kojima Productions)
- Metal Gear Solid: The Legacy Collection (PS3, 2013)
- Metal Gear Solid V: Ground Zeroes (PS3, Xbox 360, PS4, Xbox One, PC, 2014)
- Metal Gear Solid V: The Phantom Pain (PS3, Xbox 360, PS4, Xbox One, PC, 2015)

#### Altri
- Lunar Knights (NDS, 2006)
- Gaitame Baibai Trainer: Kabutore FX (NDS, 2009)
- Castlevania: Lords of Shadow (Xbox 360, PS3, 2010) (Sviluppato da MercurySteam, supervisione di Kojima Productions)
- Zone of the Enders HD Collection (PS3, Xbox 360, PSVita, 2012)
- Silent Hills e il suo "trailer giocabile" P.T. (PS4, Cancellato)

### Come studio indipendente (dal 2015)
- Death Stranding (PS4, PS5, PC, Xbox Series X/S, 2019)
- Death Stranding 2: On the Beach (PS5, 2025)
- OD (Xbox Cloud Gaming, TBA)
- Physint (TBA)